# Kanagondanahalli, Kadur
Kanagondanahalli là một làng thuộc tehsil Kadur, huyện Chikmagalur, bang Karnataka, Ấn Độ.